# Gran Incursió de 1840
La Gran Incursió de 1840 (Great Raid of 1840) va ser la incursió més gran organitzada mai per amerindis contra ciutats de població blanca en què actualment és els Estats Units d'Amèrica. Es va produir després de la massacre de Council House, en la qual oficials de la República de Texas van intentar capturar i empresonar 33 caps comanxes, els quals havien anat allí per negociar un tractat de pau. Al final, aquests 33 caps van morir, juntament amb una dotzena dels seus familiars i seguidors.